# Anaceratagallia subcollicola
Anaceratagallia subcollicola är en insektsart som beskrevs av Mitjaev 1971. Anaceratagallia subcollicola ingår i släktet Anaceratagallia och familjen dvärgstritar. Inga underarter finns listade i Catalogue of Life.